# Cantone di Eaubonne
Il Cantone di Eaubonne era una divisione amministrativa dell'arrondissement di Pontoise.
È stato soppresso a seguito della riforma complessiva dei cantoni del 2014, che è entrata in vigore con le elezioni dipartimentali del 2015.
Comprendeva il solo comune di Eaubonne.